# Platysenta agalla
Platysenta agalla là một loài bướm đêm trong họ Noctuidae.